# Gracias Por La Mùsica
Gracias por la Música è un album degli ABBA pubblicato nel 1980.
L'album prende il titolo dalla versione in lingua spagnola di Thank You for the Music e fu inciso in seguito all'inaspettato successo del gruppo in America Latina, soprattutto in Messico e in Argentina, grazie ai brani Estoy soñando (I Have a Dream) e Chiquitita, entrambi eseguiti in spagnolo. Gli ABBA pertanto decisero di registrare altre otto canzoni in spagnolo e di destinare un album appositamente al mercato latino-americano.
Buddy e Mary McCluskey, che lavoravano per la RCA Records in Argentina, furono invitati a tradurre i successi degli ABBA dall'inglese allo spagnolo. Le sessioni di registrazione iniziarono nel gennaio 1980 con le sole Agnetha Fältskog e Anni-Frid Lyngstad, mentre Benny Andersson e Björn Ulvaeus si trovavano ancora in viaggio alle Barbados. I quattro del gruppo non conoscevano la lingua e, per la pronuncia, si fecero aiutare dalla giornalista svedese/spagnola Ana Martínez. Il tecnico del suono Michael B. Tretow registrò tutte le incisioni vocali in spagnolo nello studio di casa sua.
Nell'adattamento dall'inglese allo spagnolo, i brani dovettero subire dei cambiamenti, sia nella partitura vocale che nei testi. La minore presenza di Benny Andersson e Björn Ulvaeus nelle versioni spagnole sono uno di questi cambiamenti; ad esempio, la voce di Ulvaeus nel discorso di apertura della canzone Al andar (versione spagnola di Move On) è stata sostituita dalla voce di Agnetha.
L'album attualmente non è più disponibile: in molti paesi fu tolto dal commercio dopo l'uscita nel 1992 del CD ABBA Oro: Grandes Éxitos che conteneva tutti i dieci brani in spagnolo che già facevano parte di Gracias por la Música. In Giappone e in Argentina l'album è rimasto in vendita fino agli anni novanta.

## Tracce
Tutte le canzoni sono state scritte e composte da Benny Andersson e Björn Ulvaeus, con testi in spagnolo di Buddy & Mary McCluskey, eccetto dove indicato.

### Lato A
1. Gracias por la Música (Thank You for the Music) – 3:48
2. Reina Danzante (Dancing Queen) – 4:02 (B. Andersson, Stig Anderson, B. Ulvaeus, B. McCluskey, M. McCluskey)
3. Al Andar (Move On) – 4:44 (B. Anderson, S. Anderson, B. Ulvaeus, B. McCluskey, M. McCluskey)
4. ¡Dame! ¡Dame! ¡Dame! (Gimme! Gimme! Gimme! (A Man After Midnight)) – 4:45
5. Fernando (Versione spagnola) – 4:15 (B. Andersson, S. Anderson, B. Ulvaeus, B. McCluskey, M. McCluskey)

### Lato B
1. Estoy Soñando (I Have a Dream) – 4:44
2. Mamma Mia (Versione spagnola) – 3:32 (B. Andersson, S. Anderson, B. Ulvaeus, B. McCluskey, M. McCluskey)
3. Hasta Mañana (Versione spagnola) – 3:05 (B. Andersson, S. Anderson, B. Ulvaeus, B. McCluskey, M. McCluskey)
4. Conociéndome, Conociéndote (Knowing Me, Knowing You) – 4:02 (B. Andersson, S. Anderson, B. Ulvaeus, B. McCluskey, M. McCluskey)
5. Chiquitita (Versione spagnola) – 5:26

### Bonus track della riedizione del 2014
1. Ring Ring (Versione spagnola) – 3:00 (B. Andersson, S. Anderson, B. Ulvaeus, Doris Band)
2. Andante, Andante (Versione spagnola) – 4:39
3. Felicidad (Happy New Year) – 4:24
4. No Hay a Quien Culpar (When All Is Said and Done) – 3:13
5. Se Me Está Escapando (Slipping Through My Fingers) – 3:52

- Inizialmente la canzone Dancing Queen era tradotta in spagnolo come Reina Danzante, successivamente fu intitolata La Reina Del Baile per la compilation ABBA Oro: Grandes Exitos.